# José Miguel de Prada Poole
José Miguel de Prada Poole  (Valladolid, España; 9 de diciembre de 1938-Madrid; 11 de agosto de 2021) fue un arquitecto español, artífice de las estructuras neumáticas en España.

## Biografía
José Miguel de Prada Poole estudió en la Escuela Superior de Arquitectura de Madrid, en donde se licenció y comenzó a trabajar como profesor. Fue el primero en realizar una tesis para obtener su doctorado, llegando a ser catedrático de la escuela. Fue el primer arquitecto español que se interesó por la investigación, aplicación y desarrollo de las estructuras neumáticas en España, cuyos trabajos iniciales son coetáneos a la de profesionales americanos, asiáticos y europeos, entre los cuales se ubica como uno de sus precursores, con una obra muy amplia y de investigación que lo llevó a ser merecedor de muchos reconocimientos e importantes premios. Paralelamente a su obra neumática ha realizado una amplia obra arquitectónica en temas de vivienda y espacios públicos.
Desde la escuela de arquitectura, Prada procuró compatibilizar sus ideas con la educación tradicional, poco valorada oficialmente. De aquel experimento quedarán algunas obras como el Elipsoide, el Gusano Móvil (Arquitectura Jonás), las casas de papel o la cubierta hinchable denominada Membrana Bioclimática, colocada sobre el patio del pabellón nuevo. Su activa experimentación con el desarrollo de prototipos, le hizo ser centro de atención para publicaciones especializadas nacionales e internacionales que le condujeron por varios países y consecuentemente a tener muchos encargos, desde recintos comerciales, de ferias o exposiciones, a pabellones industriales y otros de orden artístico.
Fue uno de los máximos expertos en Urbanismo y Arquitectura Bioclimática, Estructuras ligeras y Arquitectura neumática. Miembro del Seminario de Generación Automática de Formas Plásticas del Centro de Cálculo de la Universidad de Madrid, centro pionero en el empleo del ordenador como herramienta de creación artística.
Falleció el 11 de agosto de 2021 en Madrid.

## Obras
Entre su obra neumática se destaca:
- Alcudia (Cúpula Hinchable) (1968).
- Elipsoide (1969).
- Gusano Móvil (Arquitectura Jonás) (1970).
- La ciudad hinchable de Ibiza (1971), creada con motivo del VII Congreso de la Sociedad Internacional de Diseño Industrial.[4]
- La ciudad instantánea (Instant City) (1971).
- Recinto neumático de Pamplona (1972).
- Cubierta volante (1974).
- Hielotrón de Sevilla (Arquitectura sensorial) (1975). Premio Nacional de Arquitectura (1975). La estructura se vino abajo el 24 de febrero de 1978, por causa de fuertes vientos.[4]
- La Atlántida (1983).
- El Palenque de la Isla de la Cartuja (1990), construido como espacio  multiusos para la Expo de Sevilla (1992). Media 500 metros cuadrados, con capacidad para más de 5.000 espectadores.[4]

## Publicaciones
La mayor parte de la obra publicada de Prada se encuentra en entrevistas y reportajes, se destacan entre otras:
- La arquitectura perecedera de las pompas de jabón (1968), www.pradapoole.com.
- Some properties and possibilities of third generation pneumatic structures, Proceedings International Symposium on Pneumatic Structures, Delf University of Technology, 1972.
- Encuentros de arte en Pamplona (1972), www.pradapoole.com.
- José Miguel de Prada - Poole, Arquitectura 161, COAM, Madrid, 1972.
- Arquitectura Sensorial, Boden 13, Bilbao, 1977.
- La Atlántida: una utopía, un paisaje viajero (1983), www.pradapoole.com.
- José Miguel de Prada y las Estructuras Neumáticas en España, 1960 - 1980, Geometría y Proporción en las Estructuras, Lampreave, Madrid, 2010.